# Concilie van Chalcedon

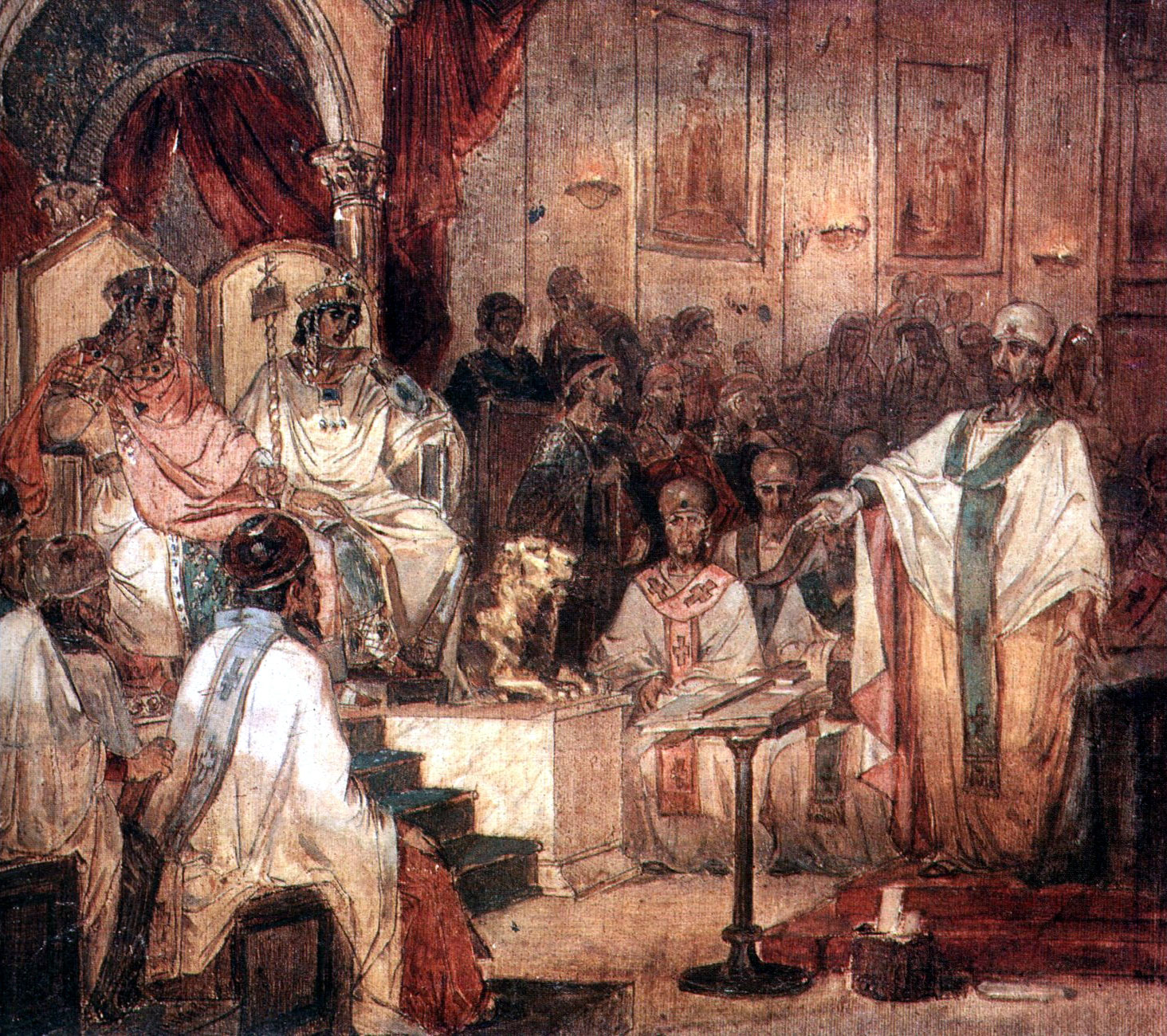
Een schilderij van het concilie door Vasily Surikov

Het Concilie van Chalcedon was een oecumenisch concilie dat werd gehouden in het jaar 451 (van 12 oktober tot 1 november) in Chalcedon, een oude Byzantijnse havenstad aan de Bosporus (tegenover Constantinopel) in de provincie Pontus et Bithynia in Klein-Azië, tijdens het pontificaat van paus Leo I.
Het wordt vaak gerekend als het Vierde Oecumenische Concilie, en wordt door zowel de Rooms-Katholieke als en Oosters-orthodoxe Kerk erkend, maar niet door de Oriëntaals-orthodoxe Kerk.
Op dit concilie werd de eutychische doctrine van het monofysitisme verworpen en de Chalcedonische geloofsbelijdenis aangenomen, waarin beschreven wordt dat Jezus, als tweede persoon in de Heilige Drie-eenheid, in twee naturen, menselijk en goddelijk, wordt erkend.

## Historische achtergrond

### Naweeën van het nestorianisme
Nadat op het Concilie van Efeze (431) het nestorianisme door een meerderheid van de kerk was veroordeeld, bleef er een conflict bestaan tussen de patriarchen Johannes van Antiochië en Cyrillus van Alexandrië. Cyrillus beweerde dat Johannes nog altijd een nestoriaanse opvatting koesterde, terwijl Johannes meende dat Cyrillus bleef vasthouden aan de apollinarische ketterij. De twee patriarchen kwamen dankzij de bemiddeling van Acacius, de bisschop van Beroea, op 12 april 433 tot een vergelijk. In het jaar daarop sloot Theodoretus van Cyrrhus zich daarbij aan, waarbij er ogenschijnlijk voor altijd een eind kwam aan het nestorianisme.
Rond deze tijd, echter, werden juist enige werken van twee reeds lang overleden Antiochische theologen, Diodorus van Tarsus en Theodorus van Mopsuestia, vertaald in het Syrisch, hetgeen leidde tot een hernieuwde opbloei van het nestorianisme. Door een interventie van patriarch Proclus van Constantinopel werden de twee theologen door het gehele oosten veroordeeld, maar deze situatie zou het materiaal verschaffen voor de jaren later gehouden Tweede en Derde Concilie van Constantinopel, respectievelijk in 553 en 680.

### De eutychische controverse
Ongeveer twee jaar na de dood van Cyrillus van Alexandrië in 444 begon een oude abt uit Constantinopel genaamd Eutyches een variant van de miaphysitische christologie te onderwijzen om daarmee (zoals hij schreef in een brief aan paus Leo I in 448) een nieuwe uitbraak van het nestorianisme te voorkomen. Hij claimde een trouwe volgeling te zijn van het onderricht van Cyrillus, hetgeen tot orthodoxie was verklaard bij de Concilie van Efeze
Cyrillus had onderwezen: 
"Er is slechts één physis, omdat het de Incarnatie is van God het Woord."
Sommige Chalcedoniërs denken dat Cyrillus per ongeluk had begrepen dat het Griekse woord physis ongeveer hetzelfde betekent als het Griekse woord hypostasis, wat ongeveer zoiets als persoon betekende. Vele theologen uit die tijd, waaronder Eusebius van Dorylaeum en paus Leo I dachten dat spreken van een physis vermenging van de goddelijke en de menselijke natuur zou behelzen.  Velen dachten dus dat Eutyches een vermenging van de menselijkheid en de goddelijkheid propageerde. De orthodoxie van Cyrillus, die herhaaldelijk over een natuur na de Incarnatie had gesproken maar vermenging ontkende, werd niet in twijfel getrokken.
Vanuit Rome schreef paus Leo I dat de fout van Eutyches meer veroorzaakt was door een gebrek aan vaardigheid in deze zaken dan door kwade opzet. De paus neigde er ook naar, niet in debat te gaan met zijn tegenstanders, waardoor het misverstand niet naar buiten was gekomen. Mede dankzij de hoge achting die men had voor Eutyches (alleen overtroffen door die voor de patriarch van Constantinopel), kon het toch gebeuren dat zijn leer zich snel over het hele Oosten verbreidde.
Eutyches werd dan toch tijdens een lokale synode in Constantinopel door Eusebius, de bisschop van Doryleum tot ketter verklaard, met het bevel hem uit zijn ambt te zetten. Flavianus van Constantinopel wilde daar aanvankelijk niet in toestemmen vanwege de grote populariteit die Eutyches genoot, maar ging uiteindelijk overstag en Eutyches werd door de synode veroordeeld als ketter. Keizer Theodosius II en de bisschop van Alexandrië, Dioscorus I, opvolger van Cyrillus, weigerden de beslissing van de synode echter te aanvaarden. Theodosius riep in 449 een concilie bijeen waarbij hij alle bisschoppen uitnodigde.

## Poging tot concilie in Efeze
Het concilie werd op dezelfde plek gehouden als waar in 431 het Derde Oecumenische Concilie plaatsvond. Efeze II werd voorgezeten door Dioscorus van Alexandrië, Juvenalis van Jeruzalem en Thalassius van Caesarea.
Tegen de tijd van het concilie had de paus bericht ontvangen van Flavianus en had voor zichzelf uitgemaakt dat de ideeën van Eutyches ketters waren en dat de afzetting van 448 rechtmatig was geweest. Hij stuurde kopieën van een brief die hij naar Flavianus had gestuurd naar het concilie, de Tome genaamd, waarin stond dat Eutyches ketterse ideeën verspreidde en terecht werd afgezet. Ook leerde Leo in de Tome dat Christus na de unie in twee naturen wordt erkend.
Het concilie van keizer Theodosius II kwam samen op 8 augustus 449, met zo'n 130 aanwezige bisschoppen. Dioscorus van Alexandrië zat in opdracht van de keizer het concilie voor. De Tome van Leo werd echter niet voorgelezen. De keizer verbood de nestoriaanse Theodoretus van Cyrrhus om mee te doen aan het concilie. Eutyches veinsde orthodox te zijn, las ook een orthodoxe geloofsbelijdenis voor en op basis daarvan werd zijn excommunicatie teruggedraaid. Flavianus werd nu zelf afgezet en verbannen omdat hij een onrechtvaardig oordeel in de synode van 448 over Eutyches had gegeven. De pauselijke gezanten stemden met dit alles niet in en ontsnapten voor het einde. In een tweede vergadering, zonder pauselijke vertegenwoordiging, werden nóg enkele bisschoppen afgezet, waaronder ook de nestorianen Ibas van Edessa, Irenaeus van Tyrus (een persoonlijke vriend van Nestorius), Domnus van Antiochië en Theodoretus van Cyrrhus. Een dogmatische definitie vaardigde dit concilie niet uit. Het nam er genoegen mee de voorgaande Oecumenische Conciliën te erkennen.
De besluiten van dit concilie dreigden een schisma te veroorzaken tussen het oosten en het westen, daar ze overduidelijk ingingen tegen de pauselijke uitspraak. Tijdens een synode in Rome bestempelde de paus het concilie als een "synode van rovers" (Latrocinium) en weigerde haar besluiten te aanvaarden. Efeze 449 is dan ook niet in de lijst van concilies opgenomen, noch door de Rooms-Katholieke Kerk, noch door de Oosters-Orthodoxe Kerk.

## Onderwerp van het Concilie
De Goddelijke natuur van Christus is een van wezen met de Vader (homo-ousios). De twee naturen van Christus, De Goddelijke en de menselijke, zijn verenigd in de ene persoon van Christus, maar niet vermengd: tegen de opvatting van Eutyches. Bij het aanvaarden van één persoon in Jezus Christus werden de monofysieten veroordeeld. Deze laatsten wilden geen onderscheid maken tussen de persoon (hypostasis) en de natuur (physis): als Christus één persoon is, zo beweerden zij dan kan hij geen twee naturen hebben, maar slechts één, de goddelijke. Hij zou één persoon uit twee naturen zijn, de menselijke zou door de goddelijke zijn "opgeslokt" en "verdwenen". Het concilie hield staande dat er twee naturen in de ene persoon van het Woord zijn en dat deze twee naturen verenigd zijn "zonder in elkaar over te gaan, elkaar te wijzigen, te verdelen of te scheiden".
De positie van Constantinopel werd opnieuw bevestigd en Jeruzalem werd als vijfde patriarchaatszetel erkend (pentarchie). De oprichting van dit patriarchaat was ten koste van het patriarchaat van Antiochië in Syrië.

## Het concilie van Chalcedon

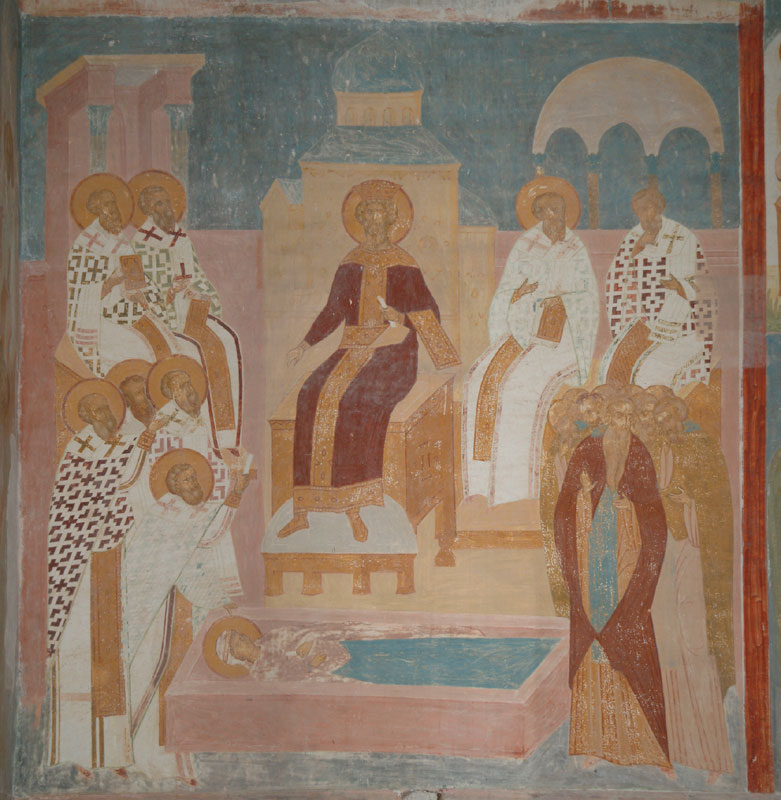
Concilie van Chalcedon

### Bijeenroepen
De situatie bleef verslechteren: de bisschop van Alexandrië, Dioscorus I, excommuniceerde de paus Leo I van Rome, de paus eiste het bijeenroepen van een nieuw concilie, en keizer Theodosius II bleef intussen doorgaan met bisschoppen aan te stellen die het met bisschop Dioscorus van Alexandrië eens waren. 
De situatie veranderde echter met het overlijden van Theodosius II in 450 en het bestijgen van de keizerlijke troon door Marcianus, die een aanhanger van het dyothelisme, de twee-naturenleer, was.
Keizer Marcianus stemde in met een nieuw concilie, en riep het bijeen. Echter niet in Italië zoals de paus had gevraagd, maar in het oosten, maar hij vroeg de paus persoonlijk de vergadering voor te zitten. Hij zorgde ervoor dat de afgezette bisschoppen naar hun diocesen konden terugkeren en liet het lichaam van de inmiddels gestorven patriarch Flavianus van Constantinopel naar de hoofdstad brengen om het daar met groot eerbetoon te begraven.
Het concilie werd bijeengeroepen in Nicaea, maar werd op het laatste moment verplaatst naar Chalcedon, waar het op 8 oktober 451 werd geopend. De pauselijke afgezant Paschanius werd gestuurd om voor te zitten. Leo had zelf een brief naar het concilie gestuurd, waarin het werk van het voorgaande concilie veroordeeld werd en waarin hij aangaf dat de juiste doctrine over de Incarnatie in de voorgaande brief van Flavianus te vinden was.

### Dioscorus uit de vergadering geweerd
Er waren 600 bisschoppen op het concilie aanwezig. Voorzitter Paschanius weigerde de bisschop van Alexandrië, Dioscorus I, een zetel te geven op het concilie en dientengevolge werd hij verplaatst naar het schip van de kerk. Paschanius gaf ook nog opdracht Theodoretus in zijn ambt te herstellen en hem een zetel te geven, maar dit veroorzaakte zo'n rumoer onder de conciliegangers, dat ook Theodoretus plaats nam in het schip, hoewel hij wel een stem kreeg in de vergadering, die begon met een rechtszaak tegen Dioscorus.

### Incarnatie; brief paus Leo aan patriarch Flavianus
Marcianus wenste de rechtsgang sneller tot een einde te brengen en vroeg het concilie eerst een uitspraak te doen over de doctrine van de Incarnatie alvorens met de rechtszaak door te gaan. De deelnemers zagen echter de noodzaak niet in van nieuwe geloofsdogma's en vonden dat de doctrine duidelijk genoeg werd uitgelegd in de brief van Leo aan Flavianus. 
De tweede dag van het concilie werd de brief van Leo aan Flavianus (de "Tome") vergeleken met enkele citaten van de vorige patriarch Cyrillus van Alexandrië. De Tome is toen door onder andere de Palestijnse en Illyrische bisschoppen stevig bekritiseerd. Zij vonden bepaalde delen nestoriaans klinken. Na de discussie en de vergelijkingen riepen enkele bisschoppen dat het "Petrus is degene die dit door Leo zegt. Dit is wat wij allen geloven. Dit is het geloof van de Apostelen. Leo en Cyrillus leren hetzelfde."

### Afzetting en verbanning bisschop Dioscorus van Alexandrië
Het concilie ging door met de rechtszaak tegen bisschop Dioscorus I van Alexandrië, maar die weigerde voor de vergadering te verschijnen, daar hij onder huisarrest stond. Daarop werd hij unaniem veroordeeld (hoewel de Egyptische bisschoppen hiertoe lijken te zijn geïntimideerd) en afgezet en al zijn uitvaardigingen werden ongeldig verklaard. Keizer Marcianus liet Dioscorus verbannen naar Gangra. Alle bisschoppen werd toen gevraagd hun schriftelijke steun te geven aan de brief van Leo aan Flavianus (de "Tome"), maar een groep van dertien Egyptische bisschoppen weigerde dit en zei dat zij niets konden doen zonder de patriarch, en dat er eerst een nieuwe patriarch van Alexandrië gekozen moest worden. Dientengevolge besloten de afgevaardigden van de keizer dat een nieuwe geloofsbelijdenis toch nodig was en ze legden de vergadering van bisschoppen een tekst voor. Er kwam geen consensus en de tekst is dan ook niet bewaard gebleven.

### Keuze voor tweenaturenleer
Paschanius dreigde naar Rome te zullen terugkeren en een vervolgconcilie in Italië te houden. Keizer Marcianus stemde daarmee in en zei dat als er geen sterk dyophysitische clausule (= tweenaturenleer) zou worden toegevoegd aan de geloofsbelijdenis die ze zojuist hadden opgesteld, de bisschoppen maar naar Italië zouden moeten gaan voor een nieuw concilie. De bisschoppen gaven toe en lieten de clausule toevoegen, waarin stond dat, in overeenstemming met de mening van paus Leo, er in Christus twee verenigde, onveranderlijke, onscheidbare naturen zijn.
Het werk van het concilie werd voltooid met een serie van 28 disciplinaire kerkregels. Bisschoppen kregen autoriteit over de monniken in hun diocesen, met daarbij het recht hen het stichten van nieuwe kloosters toe te staan of te verbieden. Bisschoppen werden verder aangespoord om een pastoor aan te stellen die hun wereldse zaken regelde en om tweejaarlijks een diocesane synode te houden. Het werd de clerus verboden van diocees te wisselen of in militaire dienst te gaan. Monniken en monialen werd het verboden te huwen op straffe van excommunicatie. De laatste kerkregel verklaarde dat de Zetel van Constantinopel alleen lager was dan die van Rome. De pauselijke gezanten waren niet meer aanwezig voor de stemming over deze laatste kerkregel en protesteerden hier achteraf tegen.

## Nasleep
Het vrijwel directe gevolg van het concilie was een groot schisma in het Oosten. De bisschoppen die zich niet konden vinden in de taal van de brief van paus Leo aan Flavianus veroordeelden het concilie, en dan vooral de Tome van Leo, en zeiden dat het aanvaarden van twee "physeis" na de incarnatie neerkwam op nestorianisme. Een vermenging van de naturen werd wel veroordeeld door de meeste tegenstanders. Daarom worden ze ook miaphysieten, en niet monophysieten genoemd.
Hiermee begon de oriëntaalse orthodoxie, die tot op de dag van vandaag de resultaten van dit concilie verwerpt.
In de laatste jaren is een zekere mate van dialoog op gang gekomen tussen de Oriëntaals-orthodoxe Kerken en de Chalcedoniërs. Zo worden er enkele officiële en onofficiële conferenties tussen oriëntaalse-orthodoxe en oosters-orthodoxe bisschoppen gehouden met het uiteindelijke doel om het schisma tussen de twee, die sinds het einde van het Acaciaans schisma in 519 niet met elkaar in communie zijn, op te lossen.
Sommige oriëntaals-orthodoxe bisschoppen hebben aangegeven dat het verschil in doctrine nooit méér is geweest dan een misverstand en hebben zich sindsdien verbonden met de Rooms-katholieke en Oosters-orthodoxe Kerken.